# Kaldir
Kaldir is een plaats in de gemeente Motovun in de Kroatische provincie Istrië. De plaats telt 227 inwoners (2001).